# Yolanda Gómez
Yolanda Gómez (La Serena, 20 de noviembre de 1989) es una científica, investigadora y académica chilena. Es reconocida por sus trabajos sobre modelos de sobrevivencia con fracción de cura, teoría de distribuciones y modelos de regresión. Ha sido distinguida por el  Ministerio de Ciencias, Tecnología, Conocimiento e Innovación como una de las mujeres referentes en Ciencia, Tecnología, Conocimiento e Innovación (CTCI) de Chile.Fue directora y presidenta de la Sociedad Chilena de Estadística. 

## Biografía
En 2012 se licenció como Estadística de la Universidad Católica del Norte, donde comenzó a enfocar su trabajo en la teoría de distribuciones. Realizó estudios de Doctorado en Ciencias mención Estadística en la Universidad de São Paulo. Su tesis de investigación se centró en estudios de análisis de sobrevivencia.

## Carrera profesional
Trabajó como académica en la Universidad de Atacama.Fue directora del Magíster en Estadística de la misma universidad.Además, fue directora y presidenta de la Sociedad Chilena de Estadística.
Actualmente, participa como editora en la reconocida revista científica Axioms.Asimismo, se desempeña como académica e investigadora en la Universidad del Bío-Bío.

## Reconocimiento y becas
En 2021 fue distinguida por el Ministerio de Ciencias, Tecnología, Conocimiento e Innovación como una de las mujeres referentes en Ciencia, Tecnología, Conocimiento e Innovación (CTCI) de Chile.
En el año 2023 se adjudicó el proyecto Fondecyt titulado Piecewise distributions applied to a cure rate models context: estimation and applications to cancer datasets.

## Publicaciones
- Nota: Esta es una lista de algunas publicaciones más citadas; para revisar el listado completo, revise el perfil de la investigadora en su Google Schoolar.[1]
- Gómez, Yolanda; Bolfarine, Heleno; Gómez, Héctor (Junio 2014). «A new extension of the exponential distribution». Revista Colombiana de Estadística 37 (1): 25-34.
- Gómez, Yolanda; Bolfarine, Heleno; Gómez, Héctor (2019). «Gumbel distribution with heavy tails and applications to environmental data». Mathematics and Computers in Simulation 157: 115-129.
- Gómez, Yolanda; Gallardo, Diego; de Castrp, Mário (2018). «A flexible cure rate model based on the polylogarithm distribution». Journal of Statistical Computation and Simulation 88 (11): 2137-2149.
- Gómez, Yolanda; Bolfarine, Heleno (2015). «Likelihood-based inference for the power half-normal distribution». Journal of Statistical Theory and Applications 14 (4): 383-398.
- Gómez, Yolanda (2021). «A generalized Rayleigh family of distributions based on the modified slash model». Symmetry 13 (7): 1226.